# Dorn (Reichshof)
Dorn ist eine von 106 Ortschaften der Gemeinde Reichshof im Oberbergischen Kreis im nordrhein-westfälischen Regierungsbezirk Köln in Deutschland.

## Lage und Beschreibung
Dorn liegt östlich von Dieringhausen, die nächstgelegenen Zentren sind Gummersbach (10 km nordwestlich), Köln (54 km westlich) und Siegen (46 km südöstlich).

## Erstnennung
1509 wurde der Ort das erste Mal urkundlich erwähnt und zwar „Johentgen und Herman vom Dorn sind Zeuge in einem Grenzumgang.“
Schreibweise der Erstnennung: Dorn
Dorn hat einen naturbestimmten Namen. Zum Dorn (ma. Doorn) = Ansiedlung bei Dorngesträuch.

## Geschichte
Im Kirchspiel Eckenhagen bestanden bis in den Anfang des 19. Jahrhunderts hinein, wo die rechtlichen Unterschiede zwischen Ritter-, Sattel- und Bauerngut gänzlich beseitigt wurden, 6 Sattelgüter, unter anderem Alpe. Dieses umfasste „10 Aggerhöfe“, neben Dorn noch Ober- und Niederalpe, Hunsheim, Berghausen, Ohlhagen, Fahrenberg, Seifen, Merkausen, Allinghausen und Allenbach.
Den Unterlagen des Alper Bürger Club ist zu entnehmen, dass sich dort stattliche Steinbauten um einen wehrhaften Bergfried erhoben, wo sonst doch die Ortschaften nur durch niedrige Fachwerkhäuser geprägt waren. Als „ein Schloß und Adelicher seß“ (Sitz) sind beide Plätze („In der Olpe“ und „In der nider Olpe“) bezeichnet.
Aus dem Buch Eckenhagen und Denklingen im Wandel der Zeiten geht hervor, dass um die Mitte des 16. Jahrhunderts in Niederalpe ein Peter von Heydt, genannt Hüngerkausen lebte. Er heiratete 1560 eine nichtadelige Frau, Gertrud aus Ohlhagen. Aus der Ehe gingen 5 Kinder hervor. Er setzte sich kurz vor seinem Tod ein Denkmal, indem er den 10 Aggerhöfen das „Häuschen zum Dorn samt dem Gärtchen hinten daran, legiert zur Ehre Gottes vor ein Kapell und Schulhaus und auch dazu fünfzig Rthlr.“ schenkte. Die Testamentsvollstreckung fand am 9. Oktober 1622 durch den Bruder Johann statt. Näheres siehe auch: Kirche bzw. Schule.
Die im Jahre 1575 ausgewiesenen „Eigen von Eckenhagen“ bestanden aus 2 Kirch- oder Pfarrdörfern, 83 Weilern und 18 Einzelhöfen. Aus letzteren sind im Laufe der Zeit Weiler geworden, so auch Dorn, während andere verschwanden.
Von allen verpflichteten Gütern und Grundstücken wurde der Schatz oder die zwangsweise zu erhebende Steuer, ursprünglich von der Bede oder freiwillige Steuer unterschieden, erhoben. Nach den Kellnereirechnungen von 1749 war es Aufgabe der Honschaften im Eigen von Eckenhagen, die Abgaben in den 105 Ortschaften für das Amt Windeck zu erheben. Hunsheim war eine von 7 Honschaften im Kirchspiel Eckenhagen, zuständig auch für Dorn.
| Bevölkerungsentwicklung | Bevölkerungsentwicklung |
| Jahr                    | Einwohner               |
| ----------------------- | ----------------------- |
| 1946                    | 155                     |
| 1991                    | 197                     |
| 2005                    | 229                     |
| 2008                    | 221                     |
| 2017                    | 177                     |
| 2018                    | 179                     |
| 2019                    | 185                     |

## Bergbau
Auch bei den Ortschaften Dorn, Fahrenberg und Pochwerk ist schon früh Bergbau betrieben worden. So werden am 18. Februar 1762 der Schichtmeister Klein und Konsorten mit dem Bleibergwerk „bei der Ober-Alpe“ belehnt, das 1765 noch in Betrieb war.

## Freizeit

### Vereinswesen
- MGV Concordia Dorn